# Siedlice (Pszczyna)
Siedlice – część miasta Pszczyny. Leży na południe od pszczyńskiej starówki, w rejonie ulic Kościuszki, Korfantego i Bogedaina.

## Historia
Siedlice stanowiły dawniej obszar dworski w powiecie pszczyńskim, od 1922 w woj. śląskim. 1 października 1924 zniesiono obszary dworskie na obszarze województwa śląskiego, w związku z czym Siedlice włączono do Pszczyny